# COTS Demo Flight 1
COTS Demo Flight 1 var den första obemannade testflygningen av företaget SpaceXs rymdfarkost Dragon. Farkosten sköts upp från Cape Canaveral Air Force Station, med en Falcon 9-raket den 8 december 2010. De huvudsakliga målen var att testa kapselns manöverbarhet i omloppsbana och vid återinträde, samt att testa de korrigeringar som gjorts på Falcon 9-raketen efter att förstasteget gjorde en oplanerad roll under Flight 1. Efter två varv runt jorden återinträdde kapseln i jordens atmosfär och landade i Stilla havet, ca. 800 km väster om Baja, Mexiko.
Tack vare den lyckade testflygningen kunde SpaceX avancera testplanen för sina fordon. Med två "nästan perfekta" Falcon 9-uppskjutningar (inkluderat Falcon 9 Flight 1 i juni) och dragonkapselns lyckade flygning i omloppsbana, återinträde och fallskärmslandning ville SpaceX att NASA skulle kombinera de mål som var planerade för de återstående två CTOS-uppdragen och godkänna en dockning för raketen vid rymdstationen ISS under dess nästa flygning, som avklarades framgångsrikt år 2012.

## Mål
Flygningen var SpaceXs första, av då planerade tre demonstrationsflygningar för NASA:s Commercial Orbital Transportation Services (COTS) program. Programmets mål var att få amerikansk industri att ta fram ett system för att leverera förnödenheter till rymdstationen ISS.

### Fotnoter
1. ↑  ”NASA Space Science Data Coordinated Archive” (på engelska). NASA. https://nssdc.gsfc.nasa.gov/nmc/spacecraft/display.action?id=2010-066A. Läst 27 mars 2020.